# الشونة الشمالية (إربد)
الشونة الشماليّة هي بلدة أردنيّة تقع في لواء الأغوار الشمالية في محافظة إربد، شمال الأردن، تبعد عن مدينة إربد بحواليّ 25 كم، ويُقدر عدد سُكّانها بـِ 25,000 نسمة، تبلغ مساحة أراضيها الكليّة 15 كيلومتر مربع منها 4 كيلومتر مربع فقط لمساحة التنظيم، يُحدها من الشمال نهر اليرموك، ومن الغرب نهري اليرموك والأردن، ومن الشرق ألوية بني كنانة والوسطية والطيبة.
تُعتبر الشونة الشماليّة مركز لواء الأغوار الشمالية ويوجد فيها جميع الدوائر الحكوميّة وترتبط مع باقي المناطق بشبكة طرق جيدة، كما وتُعتبر الشونة الشماليّة من أبرز الأماكن التي يقصدها المواطنين للإستجمام بالمياه والتمتع بمناظرها الخلابة.
يعود تسميتها «بالشونة» إلى العهد العثماني حيث أنّها تعني بالتُركيّة: «مخزن» إذ كانت تستخدم هذه المنطقة كمخزن للحبوب، كما وتشتهر الشونة الشماليّة بالزراعة والسياحة وتحديدًا السياحة الدينيّة حيث يرقد الصحابيّ الجليل معاذ بن جبل على أراضيها، وتشتهر بزراعة الحمضيّات والخضار والموز.

## تسمية
كانت تعرف سابقًا باسم القصير أو قصير المعني نسبةً إلى معين الدين المملوكي أحد أمراء المماليك وأمّا عن تسميتها اليوم بالشونة فتعني: مخزن الغلة.

## تاريخ

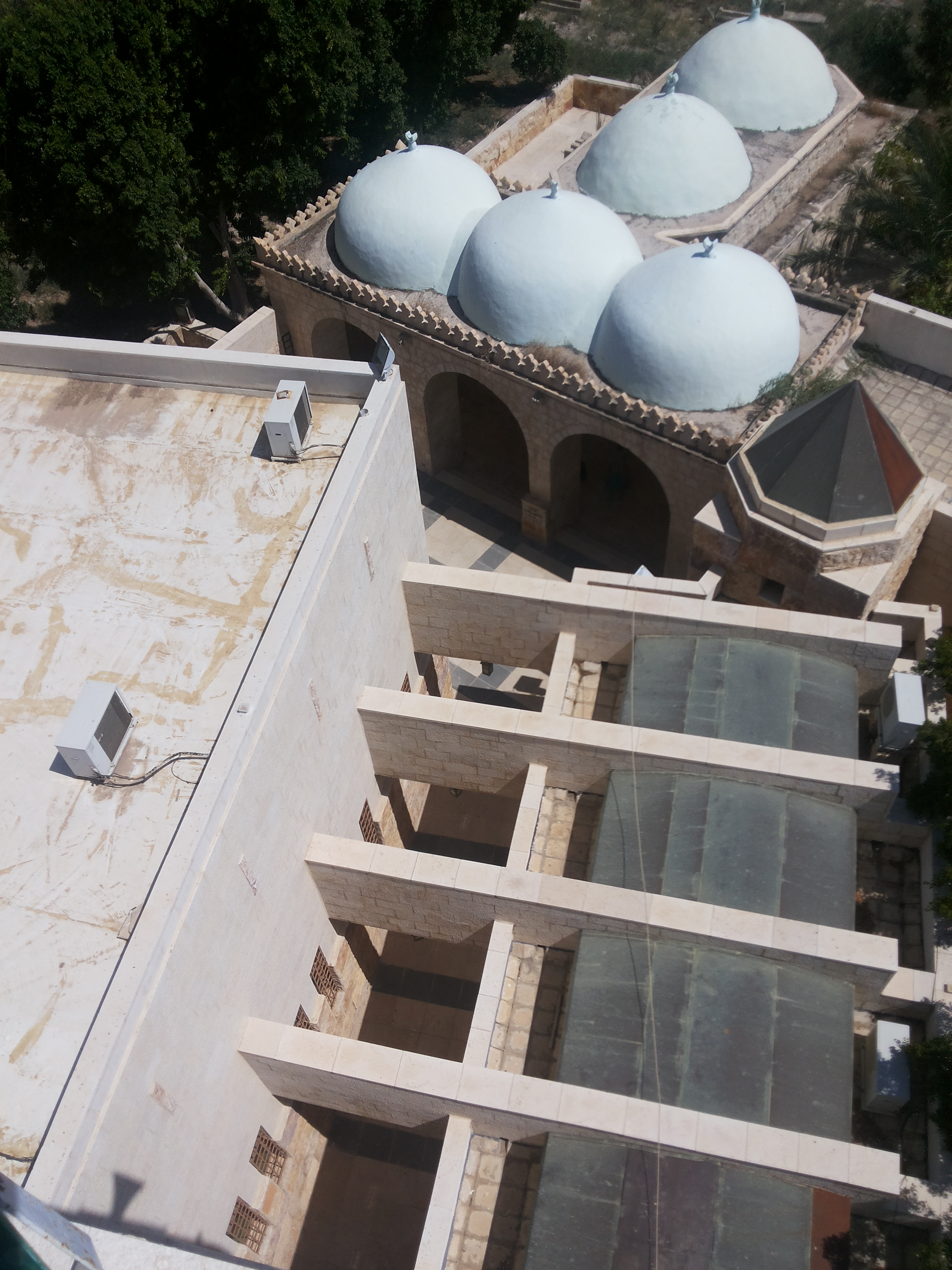
منظر عام لمقام معاذ بن جبل من مأذنة المسجد.

هي بلدة قديمة اشتهرت بزراعة قصب السكر والأرز[ ؟ ] والموز، وما يؤكد أهميّة منطقة الشونة الشماليّة قديمًا هو ما حظيت به من اهتمام السلطان المملوكيّ الظاهر بيبرس باعتبارها طريقًا للمواصلات ومركزًا للبريد بين دمشق والقاهرة وفلسطين، من أهمّ أثارها جسر المجامع.

## المعالم
- مقام معاذ بن جبل: وهو عبارة عن بناء تعلوه خمس قباب يعود إلى العهد العثماني، وفي داخله يوجد ضريح يُنسب للصحابي معاذ بن جبل وضريح آخر لولده عبد الرحمن بن معاذ بن جبل.[5]
- سد وادي العرب: هو سد مائي من النوع الركامي الصخري وتبلغ سعته التخزينية نحو 20 مليون متر مكعب، يستعمل للري ومياه الشرب.
- جسر المجامع: هو جسر عثماني قوسي سابق، تمّ بناؤه عام 1905م ليقطع نهر اليرموك، وأستخدم للربط بين جنوب سوريا وشمال فلسطين عبر خط سكك حديد متفرع من الخط الحديدي الحجازي، حيث كان ينتهي هذا الخط عند حيفا.
- القرية السياحية – حمامات الشونة الشمالية المعدنية.

## الإدارة
يبلغ عدد أعضاء المجلس البلدي 10 أعضاء منتخبين 8 منهم ذكور و2 إناث.

### مشاريع
مشاريع البلديّة الإستثماريّة:
- القرية السياحيّة - مضمنة للقطاع الخاص.
- السوق التجاريّ - مؤجّر للقطاع الخاص والمؤسّسة الإستهلاكيّة العسكريّة.
- المخازن التجاريّة - مؤجّر للقطاع الخاص.

قائمة المشاريع التنمويّة المقترحة:
- مشروع تطوير القرية السياحيّة وإقامة فندق سياحيّ علاجيّ.
- مشروع مصنع عبوات البولسترين.
- مشروع مدينة حرفيّة مصغرة.
- مشروع مصنع عصير الحمضيّات.
- مشروع مجمّع دوائر.
- مشروع مجمّع رياضيّ.

## رياضة
يوجد في الشونة الشماليّة «نادي يرموك الشونة الشماليّة الرياضي» حيث يشارك بجميع النشاطات الرياضيةّ في المنطقة وعلى مستوى المملكة، كما أنّه له دور ثقافي واجتماعي من خلال مشاركته بالعديد من الندوات والمحاضرات وجميع المناسبات الوطنيّة.

## صحة
يوجد في الشونة الشماليّة مشفى معاذ بن جبل الذي يخدم سُكّان المنطقة.

## وصلات خارجية
- موقع التاريخ الأردني